# アーシル・ゴーキー
アーシル・ゴーキー（Arshile Gorky, 本名ヴォスダニック・マヌーク・アドヤン1904年4月15日 - 1948年7月21日）は、20世紀のアルメニア出身のアメリカの画家。

## 略歴
1904年、アルメニアに生まれる。オスマン帝国領のヴァンの近くに住んでいたが、1915年のアルメニア人虐殺の間に母親を失い、生き延びたゴーキーは、先にアメリカに渡っていた父親を頼って1920年にアメリカに移住した。
1922年にボストンの美術学校に入学、パートタイムで教えるようにもなった。このころは印象派からの影響を強く受けていた。
生命体を思わせる有機的な形態がうごめき、場所によっては叩き付けた絵具が流れ落ちるままになっているその画面は、抽象表現主義やシュルレアリスムのオートマティスム（自動書記）の影響を感じさせる。しかし、感情に任せて一気呵成に描き上げたようにみえるその画面は、実は綿密な計画とデッサンに基づくものである。
後年は災難が続いた。スタジオが火事で焼けたり、癌を患ったり、事故で首に怪我を負って利き腕が麻痺したり、妻が子供を連れて家を出たりという不幸が続いた。ゴーキーは1948年、44歳の若さで首吊り自殺した。
同じくアルメニア系の映画監督アトム・エゴヤンは、1995年にゴーキーをテーマにした短編「アーシルの肖像」を制作した。エゴヤンは後の長編映画「アララトの聖母」でもゴーキーを取り上げている。
また、1962年に発生したアメリカン航空1便墜落事故では、積み荷の一部に彼の作品15点が存在したが、事故によりそのすべてが損壊・消失するという憂き目に逢っている。

## 代表作
- 花咲く水車小屋の水（1944）（メトロポリタン美術館）
- 芸術家と母親 （1926-34）（ホイットニー美術館）
- "Untitled" (1944) （グッゲンハイム美術館）

## ギャラリー

芸術家と母親 c.1926-1936
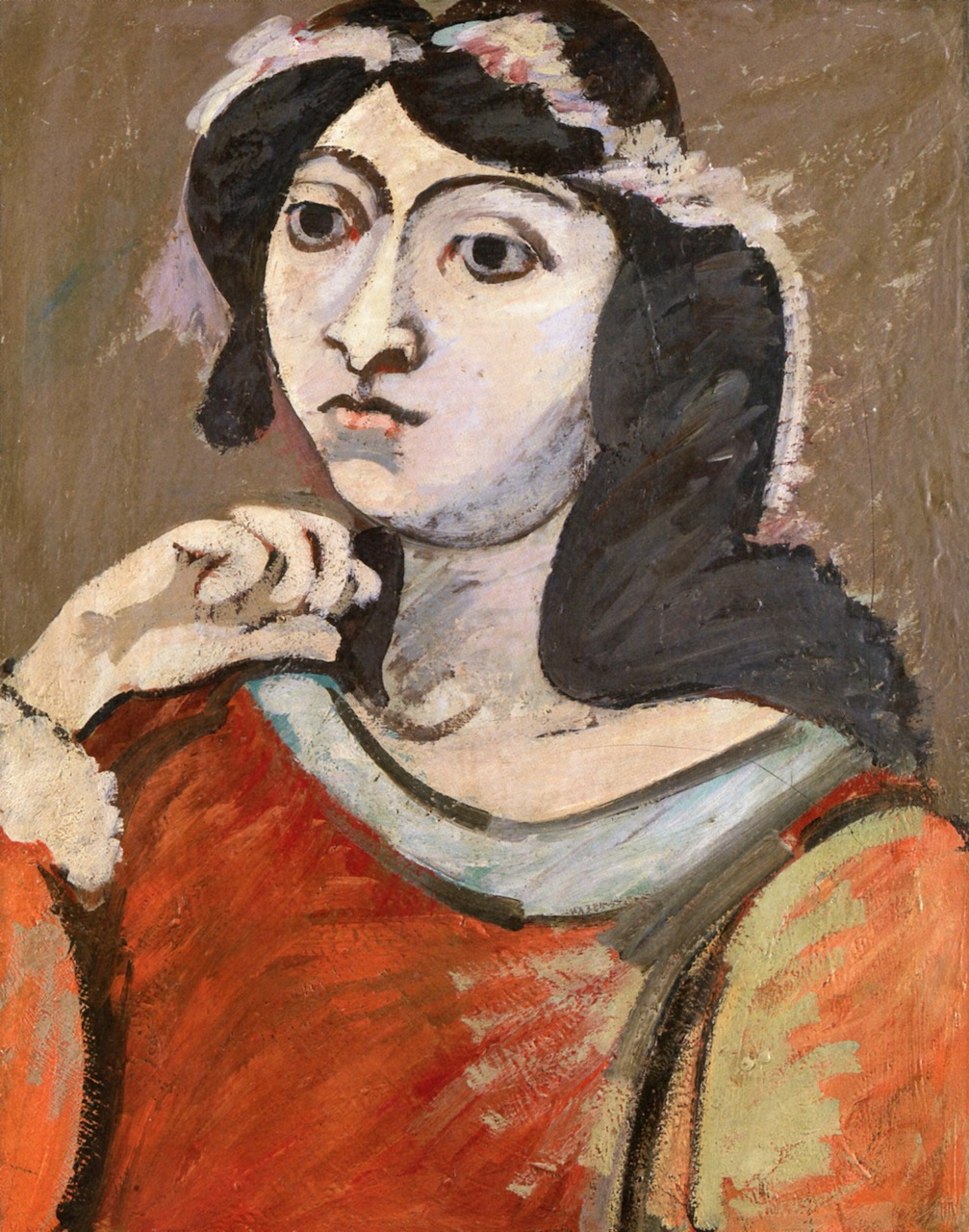
Portrait of Ahko (1937)
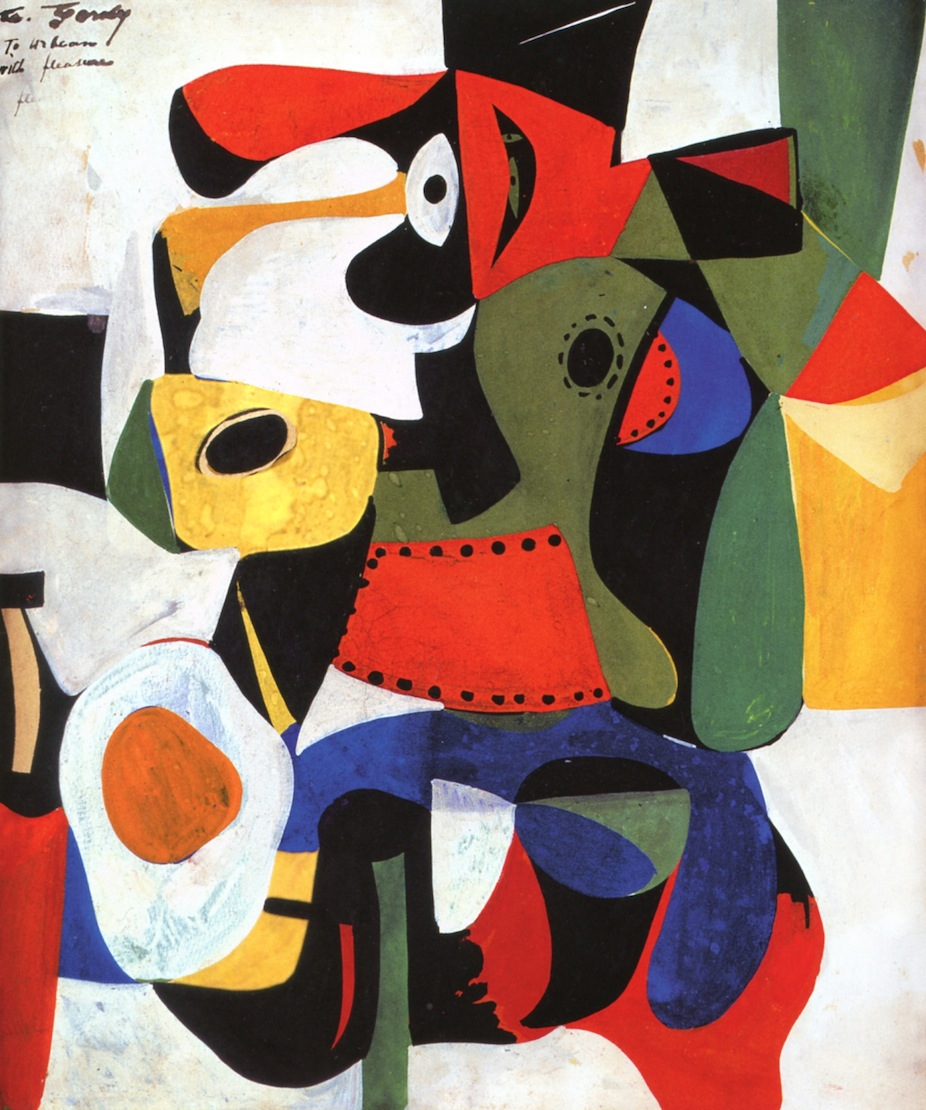
無題 (1941)
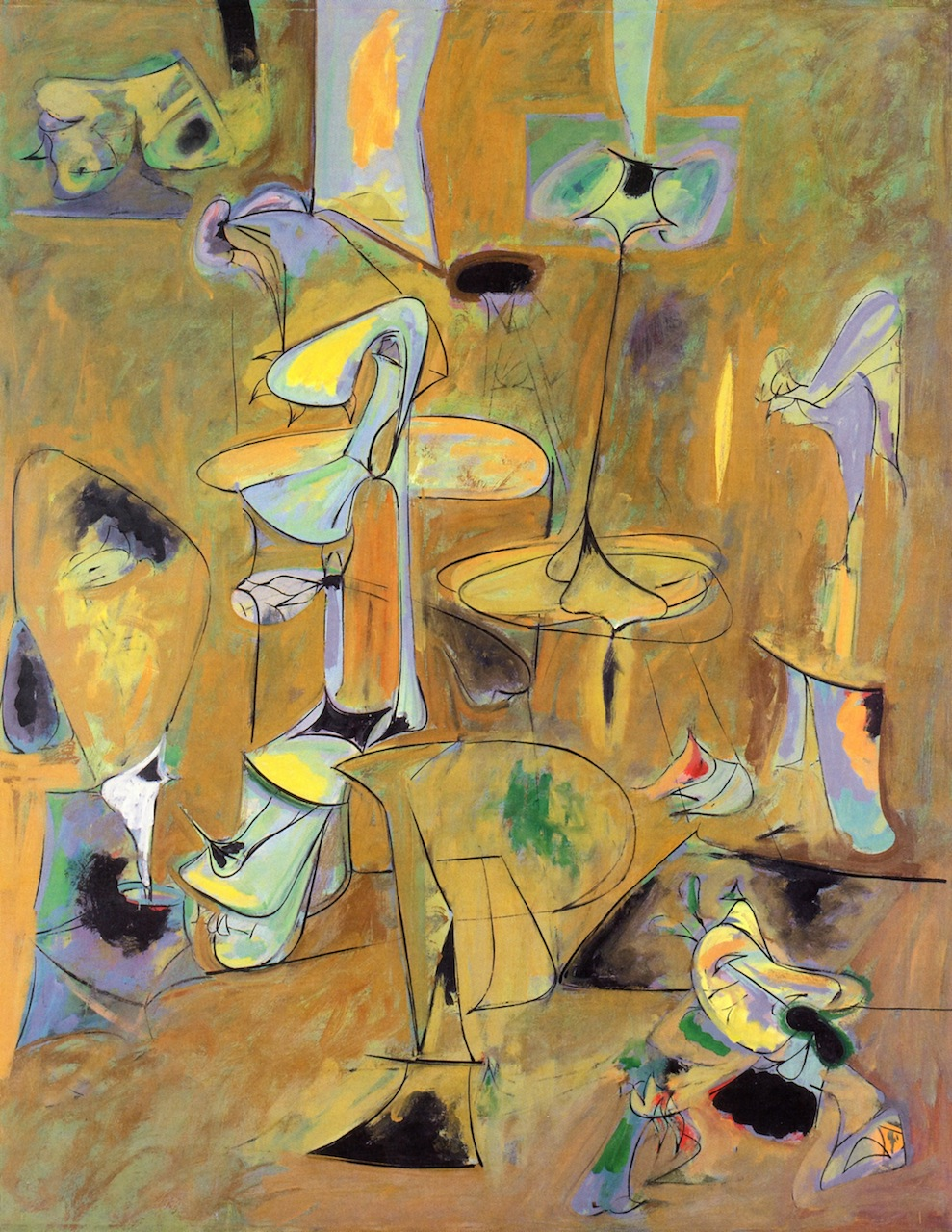
he Betrothal I (1947)